# Изолиран език
Изолираните езици (език-изолат) са онези, които според родословното дърво на езиците не принадлежат към никое от познатите езикови семейства.
В този смисъл, на практика, всеки изолиран език представлява отделно семейство, състоящо се само от този език. Изолираните езици са онези, за които има достатъчно данни и отнасянето им към езиково семейство не е доказано, дори и след интензивни опити и усилия това да бъде сторено от лингвистите. В противен случай, онези езици за които просто няма достатъчно данни (примерно хазарски език), се наричат некласифицирани (въпреки че, понякога се групират на база хипотеза по косвени признаци).
Изолираните езици (при всяка вероятност) са част от дълбоки езикови сдружения, макросемейства и хиперсемейства, но те като правило са изолати, т.е. не е установена и/или доказана родствената им връзка с друг/други езици и езиково семейство.
От друга страна, в съотватстващ контекст, терминът „изолиран език“ може да се използва по отношение на отделен език в рамките на езиково семейство, който обаче формира отделна самостоятелна група, състояща се само от този език (например албански, фригийски, венетски в индо-европейското езиково семейство, като в такъв случай за обозначение също се използва терминът „моногрупа“). Без подходящ конкретен контекст, терминът „изолиран език“ обичайно се изпълва по принцип с „абсолютен“ смисъл (примерно за шумерския).
В действителност, някои езици може да бъде изолирани в малки семейства, състоящи се от няколко езика, които предходно са били считани като/за диалекти. Такива са например японското езиково семейство, айнуто езиково семейство, тиренското езиково семейство и т.н.
Изолираните езици са такива езици, на които сродните им езици са изчезнали в исторически времена, но те са се съхранили през по-продължителен период от време. 
Изолираните езици могат да се разглеждат и като специален случай на некласифицирани езици, дори и след активизиране на усилията да се докаже връзката им с други езици. В някои случаи, тези усилия в крайна сметка водят до успех, след което, съответния език престава да се разглежда като изолат.
Няколко са причините за съществуването на езици-изолати:
1. Липсата на живи родствени езици. В този случай изолираният език не може да бъде свързван с друг език/други езици, тъй като неговите родствени са мъртви езици, без да са оставили следа в историята;
2. Продължителното пребиваване/съществуване в изолация. Ако един език по някакава причина се е отделил от праезика за дълго време, той може да придобие черти/характеристики много различни от другите му сродствени езици, от които са произлезли като общ произход. Това е особен частен случай на езици, свързани не на ниво езиково семейство, но класифицирани на макро или хипер езиково ниво.